# Cosmotrone

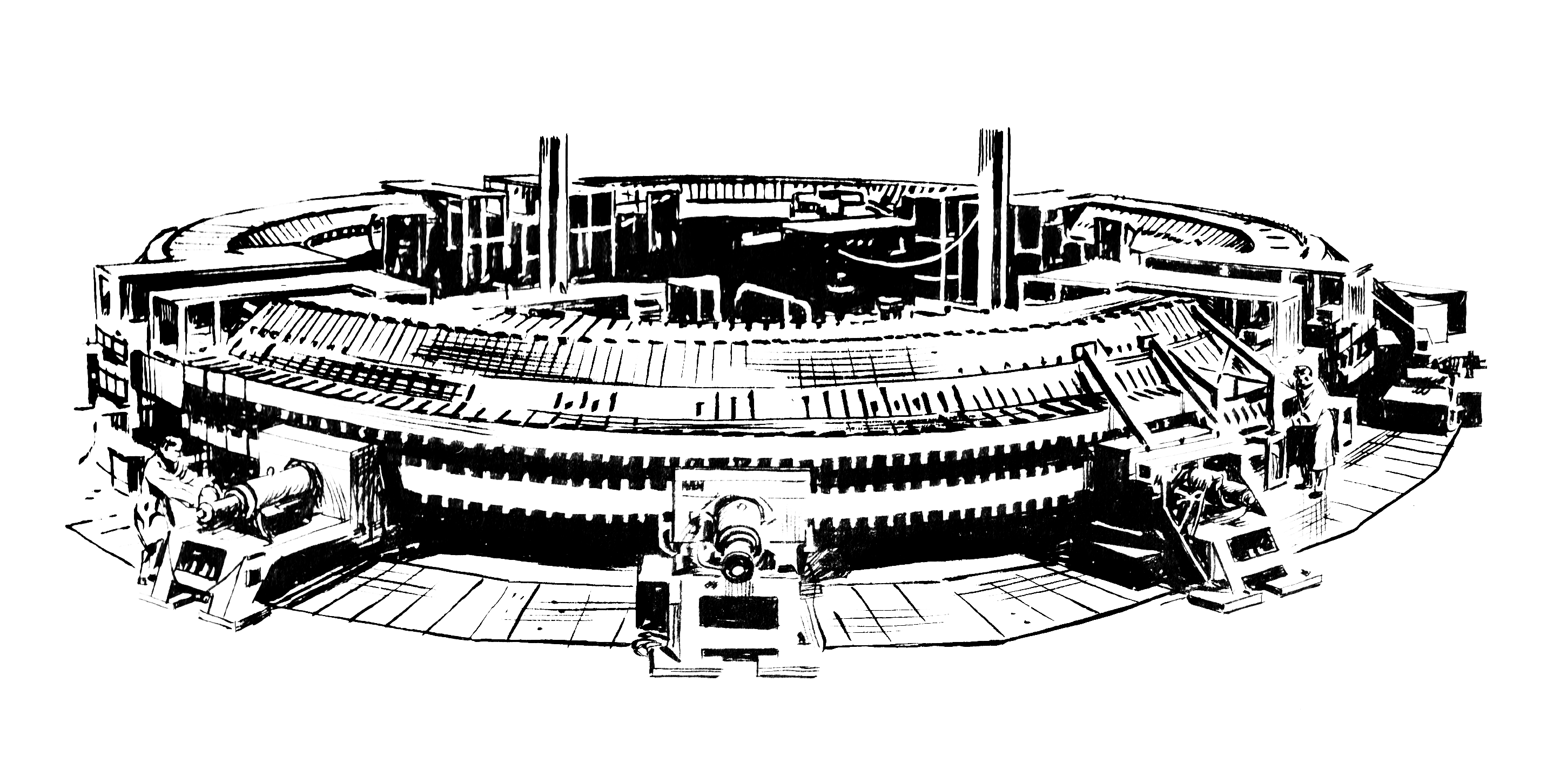
Un disegno del cosmotrone

Il cosmotrone era un acceleratore di particelle, in particolare un sincrotrone protonico, che si trovava nel Brookhaven National Laboratory (BNL) situato a Upton su Long Island. La sua costruzione fu approvata dalla U.S. Atomic Energy Commission nel 1948 e continuò a lavorare fino al 1968. Il cosmotrone fu il primo acceleratore di particelle in grado di impartire energia cinetica nel range di GeV ad una singola particella, accelerando i protoni a 3,3 GeV ed è stato anche il primo acceleratore che consentiva l'estrazione del fascio di particelle per esperimenti situati fisicamente al di fuori l'acceleratore. È stato utilizzato per osservare una serie di mesoni, precedentemente osservabili solo nei raggi cosmici, e per fare le prime scoperte di particelle instabili che prendono il nome di particelle V. Questo risultato ha portato direttamente alla conferma sperimentale della teoria della produzione associata di particelle strane.